# Kursächsische Ganzmeilensäule Bad Gottleuba-Berggießhübel, Ortsteil Breitenau

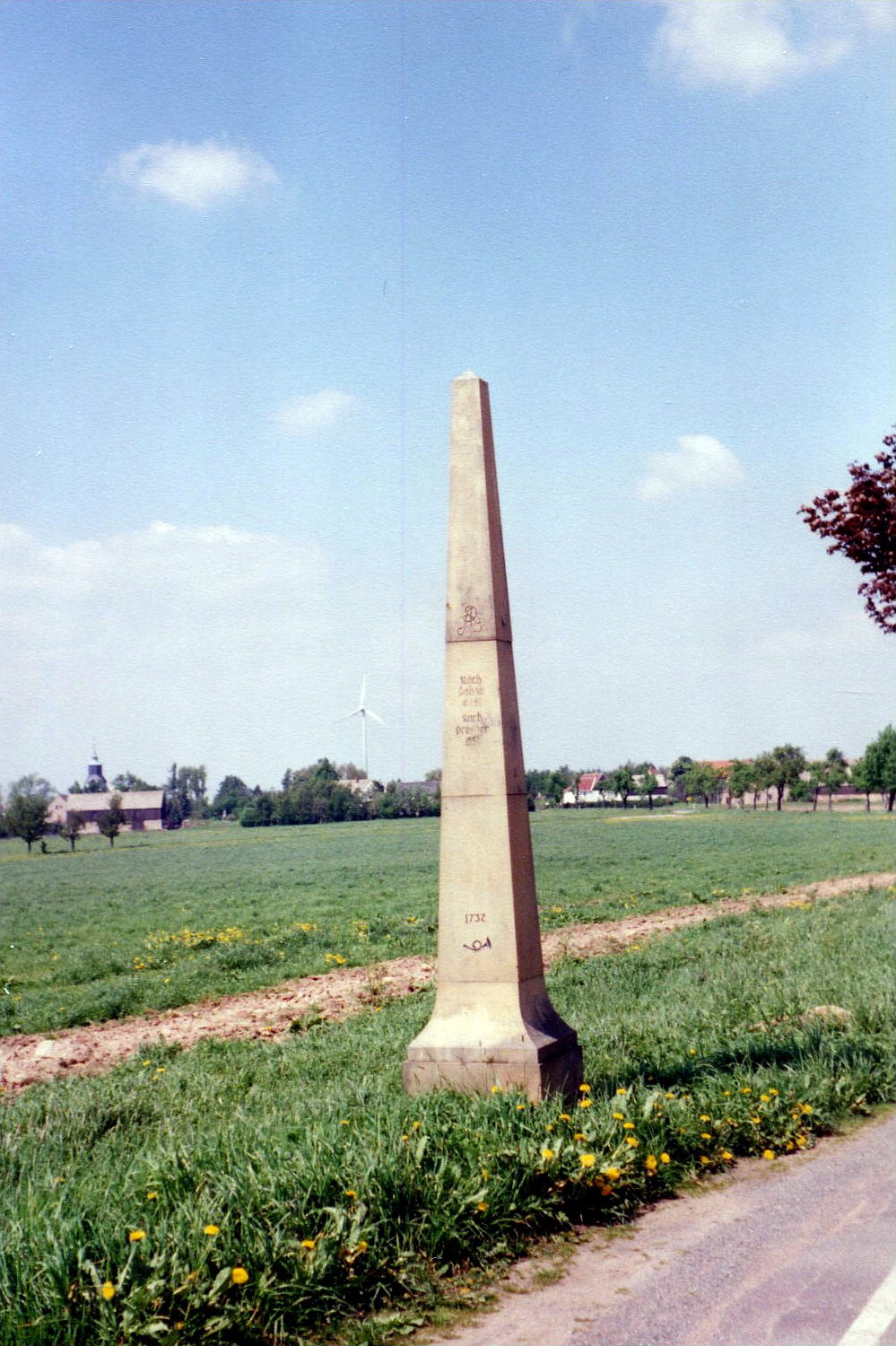
Ganzmeilensäule Breitenau

Die denkmalgeschützte kursächsische Ganzmeilensäule im Bad Gottleuba-Berggießhübeler Ortsteil Breitenau gehört zu den Postmeilensäulen, die im Auftrag des Kurfürsten Friedrich August I. von Sachsen durch den Land- und Grenzkommissar Adam Friedrich Zürner in der 1. Hälfte des 18. Jahrhunderts im Kurfürstentum Sachsen errichtet worden sind. Sie befindet sich etwa 500 Meter hinter dem Ortsausgang von Breitenau in Richtung Liebenau an der Alten Dresden-Teplitzer Poststraße in der osterzgebirgischen Doppelstadt Bad Gottleuba-Berggießhübel im Landkreis Sächsische Schweiz-Osterzgebirge.

## Geschichte
Es handelt sich um eine Säulenkopie, das Original der Säule befindet sich in der Kirche in Breitenau. Die Säule trägt die Jahreszahl 1732 und die Reihennummer 16. Aus Anlass der Feierlichkeiten zum 800-jährigen Bestehen des Hauses Wettin erfolgte auf Veranlassung des Ortspfarrers eine Restaurierung. Dabei wurde die abgefallene Spitze wieder aufgesetzt und die Säule weiß gekalkt. 1956 sind Risse im Stein ausgebessert und die teilweise verwitterten Inschriften nachgehauen worden. Eine erneute Restaurierung erfolgte, nach der Beschädigung der Säule durch einen Verkehrsunfall 1985. Inzwischen wurde die Säule komplett nachgebildet.